# Akademika-Obrutschewa-Gebirge
Das Akademika-Obrutschewa-Gebirge (russisch Обручева академика хребет, „Akademiemitglied Obrutschew“) befindet sich im Nordosten der russischen Republik Tuwa in Südsibirien.
Der Gebirgszug erstreckt sich über eine Länge von 250 km in WNW-OSO-Richtung zwischen den Flussläufen von Großem und Kleinem Jenissei. Er trennt dabei das nördlich gelegene Todscha-Becken vom Ulug-Chem-Becken (östlicher Teil des Tuwinischen Beckens) im Süden. Das Gebirge bildet den zentralen Teil des Osttuwinischen Hochlands. Das Akademika-Obrutschewa-Gebirge erreicht im östlichen Teil eine maximale Höhe von 2895 m. Im Osten wird der Gebirgszug kurz vor der mongolischen Grenze vom Flusstal des Bilin abgegrenzt.
Das Gebirge besteht aus Granit, kristallinem Glimmerschiefer sowie aus Sandstein. 
An den Berghängen wächst Taigawald. In höheren Lagen trifft man auf Bergtundra und auf Steinschotterflächen.
Benannt wurde der Gebirgszug nach dem russischen Geologen, Geographen und Schriftsteller Wladimir Afanassjewitsch Obrutschew (1863–1956).

## Berge (Auswahl)
Im Folgenden sind eine Reihe von Gipfeln entlang dem Hauptkamm des Akademika-Obrutschewa-Gebirges sortiert in West-Ost-Richtung aufgelistet: 
- namenloser Gipfel (2895 m) (⊙)